# Pseudosasa amabilis
Espèce
Synonymes
- Arundinaria amabilis McClure[1] [2] [3]
- Pseudosasa amabilis (McClure) Keng f. ex S.L. Chen & & al.[1]

Pseudosasa amabilis, le bambou du Tonkin ou canne du Tonkin, est une espèce de plantes monocotylédones de la famille des Poaceae, sous-famille des Bambusoideae, originaire d'Asie de l'Est.
Ce sont des bambous, plantes vivaces rhizomateuses aux rhizomes allongés, leptomorphes, aux tiges ligneuses (chaumes ou cannes) pouvant atteindre 1300 cm de long et 60 mm de diamètre, et aux inflorescences en panicules.
Ce bambou a été très utilisé pour fabriquer des cannes à pêche.

## Distribution et habitat
L'aire de répartition de Pseudosasa amabilis s'étend en Chine (provinces de  Fujian, Guangdong, Guangxi, Hunan, Jiangxi).
Pseudosasa amabilis est également connu à l'état naturel dans les forêts de la province de Điện Biên (Viêt Nam).
C'est une espèce qui préfère les forêts, les lisières forestières et les prairies humides. Elle est largement cultivée en Chine, où elle ne serait connue selon certains auteurs qu'à l'état de plante cultivée, dans les plantations situées le long des cours d'eau dans les zones de montagne, sur les pentes ouvertes, à de basses altitudes. Elle a été introduite à Porto Rico.
Ce bambou est également cultivé en Europe et aux États-Unis comme plante ornementale. 

## Utilisation
Les cannes de Pseudosasa amabilis, par leur rectitude, leur nœuds plats et leur paroi épaisse et solide, sont légères, robustes et résistantes à la traction. Elles sont également résistantes aux ravageurs (vers) et aux champignons, notamment aux armillaires. Elles sont particulièrement adaptées à la fabrication de cannes à pêche et de bâtons de ski et de marche. On les utilise également beaucoup en décoration et en jardinage et horticulture comme tuteurs pour soutenir les jeunes plantes et les arbres à gros fruits, car elles sont légères (faciles à transporter) et robustes.
A ce titre, ce bambou est exporté depuis plus de 200 ans et occupe la première place parmi les exportations chinoises de bambous.
Ce bambou est également apprécié comme plante ornementale. Il peut être cultivé en pleine terre, en pot ou en jardinière, et permet de constituer des haies, même dans des endroits peu ensoleillés, des écrans, des brise-vent ou des touffes isolées.

## Liste des variétés
Selon Tropicos (6 mai 2018) (Attention liste brute contenant possiblement des synonymes) :
- variété Pseudosasa amabilis var. amabilis
- variété Pseudosasa amabilis var. convexa Z.P. Wang & G.H. Ye
- variété Pseudosasa amabilis var. farinosa C.S. Chao ex S.L. Chen & G.Y. Sheng
- variété Pseudosasa amabilis var. tenuis S.L. Chen & G.Y. Sheng